# Powell (Alabama)
 Powell, Alabama és una població dels Estats Units a l'estat d'Alabama. Segons el cens del 2000 tenia 926 habitants.

## Demografia
Segons el cens del 2000, Powell tenia 926 habitants, 318 habitatges, i 220 famílies La densitat de població era de 72,2 habitants/km².
Dels 318 habitatges en un 32,1% hi vivien nens de menys de 18 anys, en un 52,5% hi vivien parelles casades, en un 14,2% dones solteres, i en un 30,8% no eren unitats familiars. En el 27% dels habitatges hi vivien persones soles el 10,1% de les quals corresponia a persones de 65 anys o més que vivien soles. El nombre mitjà de persones vivint en cada habitatge era de 2,35 i el nombre mitjà de persones que vivien en cada família era de 2,85.
Per edats la població es repartia de la següent manera: un 17,9% tenia menys de 18 anys, un 10,8% entre 18 i 24, un 33,5% entre 25 i 44, un 25,8% de 45 a 60 i un 12% 65 anys o més.
L'edat mediana era de 39 anys. Per cada 100 dones hi havia 84,8 homes. Per cada 100 dones de 18 o més anys hi havia 82,7 homes.
La renda mediana per habitatge era de 22.857 $ i la renda mediana per família de 25.000 $. Els homes tenien una renda mediana de 22.308 $ mentre que les dones 17.250 $. La renda per capita de la població era de 17.399 $. Aproximadament el 19,6% de les famílies i el 31,1% de la població estaven per davall del llindar de pobresa.

## Poblacions més properes
El següent diagrama mostra les poblacions més properes.